# Bugatti Automobiles
Bugatti Automobiles S.A.S. (pronúncia em francês: [bygati]) é uma fabricante francesa de carros esportivos com sede na cidade francesa de Molsheim, na Alsácia. A empresa foi fundada em 1998 como subsidiária do Grupo Volkswagen. A marca de automóveis Bugatti original foi fundada por Ettore Bugatti (1881–1947) em 1909 em Molsheim e construía carros esportivos, de corrida e de luxo.
Em novembro de 2021, a empresa passou a fazer parte da Bugatti Rimac, uma joint-venture entre o Grupo Rimac e a Porsche AG. Desde 1º de novembro de 2021, a empresa é liderada por Mate Rimac como CEO da Bugatti Rimac.
Um dos seus modelos, o T35 (Tipo 35), iniciado em 1924, é considerado o maior vencedor de corridas de todos os tempos, atribuindo-se-lhe 1850 vitórias em competições.

## Veículos
- Bugatti EB 110 (1991-1995)
- Bugatti Veyron (2005 - 2015)
- Bugatti Chiron (2016 - 2024)
- Bugatti Divo (2019 - 2021)
- Bugatti Centodieci (2022)
- Bugatti Bolide (2024 - atualmente)
- Bugatti Mistral (2022 - atualmente)
- Bugatti Tourbillon (2026)

### Protótipos
- Bugatti EB118 (1998)
- Bugatti EB218 (1999)
- Bugatti 18/3 Chiron (1999)
- Bugatti Galibier 16C (2009)
- Bugatti Gangloff (2013)
- Bugatti Vision Gran Turismo (2015)
- Bugatti La Voiture Noire (2019)